# سليمان الخش
سليمان نجيب الخش (1926-1991) أديب ورجل فكر وسياسي سوري من مصياف. ولد في دمشق عام 1926، درس في جامعة دمشق كلية الآداب قسم اللغة العربية وتخرج منها وعين محاضراً فيها. أسهم في تأسيس اتحاد الكتاب العرب وترأسه.
عين وزيراً للثقافة والإرشاد القومي في حكومتي يوسف زعين الثالثة والرابعة وفي حكومة نور الدين الأتاسي الأولى.

## مؤلفاته
- «الفتح العربي الإسلامي في سيرة مالك بن الريب المازني».
- ترجم عن الفرنسية «الحروب الصليبية».
- ومجموعة من الدراسات والقصائد.